# سيرج ميرلين
سيرج ميرلين (بالفرنسية: Serge Merlin)‏
```
هو 
ممثل
 
فرنسي
، ولد في سنة 1933.
```

## أعمال

### أفلام
- (1983) دانتون[5]
- (1995) ذا سيتي أوف لوست شايدرن[6]
- (2001) أميلي[7]

## وصلات خارجية
- سيرج ميرلين على موقع IMDb (الإنجليزية)
- سيرج ميرلين على موقع ألو سيني (الفرنسية)
- سيرج ميرلين على موقع أول موفي (الإنجليزية)
- سيرج ميرلين على موقع قاعدة بيانات الأفلام السويدية (السويدية)
- سيرج ميرلين على موقع قاعدة بيانات الفيلم (الإنجليزية)
- سيرج ميرلين على موقع كينوبويسك (الروسية)